# فالون بیریشا
فالون بیریشا (انگلیسی: Valon Berisha؛ زادهٔ ۷ فوریهٔ ۱۹۹۳) بازیکن فوتبال اهل نروژ است.
از باشگاه‌هایی که در آن بازی کرده‌است می‌توان به باشگاه فوتبال لاتزیو، باشگاه فوتبال ردبول زالتسبورگ، و باشگاه فوتبال وایکینگ اشاره کرد.
او همچنین در تیم‌های ملی فوتبال رده‌های سنی نروژ، زیر ۲۱ سال نروژ، نروژ و کوزوو بازی کرده‌است.

## افتخارات
سالزبورگ
- بوندس‌لیگا اتریش: ۲۰۱۳–۱۴, ۲۰۱۴–۱۵
- جام حذفی فوتبال اتریش: ۲۰۱۳–۱۴

لاتزیو
- جام حذفی فوتبال ایتالیا: ۲۰۱۸–۱۹
- سوپر جام فوتبال ایتالیا: ۲۰۱۹

## آمار دوران حرفه‌ای

### باشگاهی
تا تاریخ ۱۱ ژانویه ۲۰۲۰
| باشگاه                  | فصل                | لیگ                  | لیگ  | لیگ | جام حذفی | جام حذفی | قاره‌ای | قاره‌ای | مجموع | مجموع |
| باشگاه                  | فصل                | لیگ                  | بازی | گل  | بازی     | گل       | بازی   | گل     | بازی  | گل    |
| ----------------------- | ------------------ | -------------------- | ---- | --- | -------- | -------- | ------ | ------ | ----- | ----- |
| وایکینگ                 | ۲۰۱۰               | لیگ برتر فوتبال نروژ | 12   | 1   | 3        | 0        | –      | –      | ۱۵    | ۱     |
| وایکینگ                 | ۲۰۱۱               | لیگ برتر فوتبال نروژ | 28   | 3   | 4        | 2        | –      | –      | ۳۲    | ۵     |
| وایکینگ                 | ۲۰۱۲               | لیگ برتر فوتبال نروژ | 16   | 0   | 1        | 0        | –      | –      | ۱۷    | ۰     |
| وایکینگ                 | مجموع              | مجموع                | ۵۶   | ۴   | ۸        | ۲        | –      | –      | ۶۴    | ۶     |
| سالزبورگ                | ۲۰۱۲–۱۳            | بوندس‌لیگا اتریش      | 30   | 6   | 3        | 0        | –      | –      | ۳۳    | ۶     |
| سالزبورگ                | ۲۰۱۳–۱۴            | بوندس‌لیگا اتریش      | ۳۲   | ۵   | ۳        | ۳        | ۱۲     | ۰      | ۴۷    | ۸     |
| سالزبورگ                | ۲۰۱۴–۱۵            | بوندس‌لیگا اتریش      | ۱۴   | ۴   | ۳        | ۰        | ۲      | ۰      | ۱۹    | ۴     |
| سالزبورگ                | ۲۰۱۵–۱۶            | بوندس‌لیگا اتریش      | ۳۳   | ۵   | ۶        | ۱        | ۴      | ۰      | ۴۳    | ۶     |
| سالزبورگ                | ۲۰۱۶–۱۷            | بوندس‌لیگا اتریش      | ۳۴   | ۷   | ۳        | ۰        | ۹      | ۱      | ۴۶    | ۸     |
| سالزبورگ                | ۲۰۱۷–۱۸            | بوندس‌لیگا اتریش      | ۲۴   | ۴   | ۳        | ۲        | ۱۸     | ۷      | ۴۵    | ۱۳    |
| سالزبورگ                | مجموع              | مجموع                | ۱۶۷  | ۳۱  | ۲۱       | ۶        | ۴۵     | ۸      | ۲۳۳   | ۴۵    |
| لاتزیو                  | ۲۰۱۸–۱۹            | سری آ                | ۸    | ۰   | ۱        | ۰        | ۵      | ۰      | ۱۴    | ۰     |
| لاتزیو                  | ۲۰۱۹–۲۰            | سری آ                | ۳    | ۰   | ۱        | ۰        | ۴      | ۰      | ۸     | ۰     |
| لاتزیو                  | مجموع              | مجموع                | ۱۱   | ۰   | ۲        | ۰        | ۹      | ۰      | ۲۲    | ۰     |
| فورتونا دوسلدورف (قرضی) | بوندس‌لیگا ۲۰–۲۰۱۹  | بوندس‌لیگا            | 1    | 0   | 0        | 0        | –      | –      | ۱     | ۰     |
| فورتونا دوسلدورف (قرضی) | مجموع              | مجموع                | ۱    | ۰   | ۰        | ۰        | –      | –      | ۱     | ۰     |
| مجموع دوران حرفه‌ای      | مجموع دوران حرفه‌ای | مجموع دوران حرفه‌ای   | ۲۳۴  | ۳۵  | ۳۱       | ۸        | ۵۴     | ۸      | ۳۰۹   | ۵۱    |

### بین‌المللی
تا تاریخ ۱۰ سپتامبر ۲۰۱۹
| تیم ملی | سال   | بازی | گل |
| ------- | ----- | ---- | -- |
| نروژ    | ۲۰۱۲  | ۸    | ۰  |
| نروژ    | ۲۰۱۳  | ۳    | ۰  |
| نروژ    | ۲۰۱۴  | ۲    | ۰  |
| نروژ    | ۲۰۱۵  | ۳    | ۰  |
| نروژ    | ۲۰۱۶  | ۴    | ۰  |
| مجموع   | مجموع | ۲۰   | ۰  |
| کوزوو   | ۲۰۱۶  | ۴    | ۱  |
| کوزوو   | ۲۰۱۷  | ۶    | ۰  |
| کوزوو   | ۲۰۱۸  | ۴    | ۰  |
| کوزوو   | ۲۰۱۹  | ۲    | ۲  |
| مجموع   | مجموع | ۱۶   | ۳  |

### گل‌های بین‌المللی
تا تاریخ ۱۰ سپتامبر ۲۰۱۹
گل‌ها و نتایج کوزوو اول آمده‌است.
| #  | تاریخ           | ورزشگاه                                | حریف     | گلزنی | نتیجه | مسابقه                                     | منبع  |
| -- | --------------- | -------------------------------------- | -------- | ----- | ----- | ------------------------------------------ | ----- |
| ۱. | ۵ سپتامبر ۲۰۱۶  | ورزشگاه وریتاس، تورکو، فنلاند          | فنلاند   | 1–1   | 1–1   | 2018 FIFA World Cup qualification          | [ ۶ ] |
| ۲. | ۱۰ سپتامبر ۲۰۱۹ | ورزشگاه سنت مریز، ساوت‌همپتون، انگلستان | انگلستان | 1–0   | 3–5   | مرحله مقدماتی جام ملت‌های اروپا ۲۰۲۰ گروه A |       |
| ۳. | ۱۰ سپتامبر ۲۰۱۹ | ورزشگاه سنت مریز، ساوت‌همپتون، انگلستان | انگلستان | 2–5   | 3–5   | مرحله مقدماتی جام ملت‌های اروپا ۲۰۲۰ گروه A |       |